# Московская банковская школа
Образовательное учреждение Московская банковская школа (колледж) Центрального банка Российской Федерации (Банка России) или сокращённо МБШ/МБК — образовательное учреждение среднего профессионального образования. Единственным учредителем МБШ является Центральный банк Российской Федерации (Банк России). Колледж осуществляет подготовку и переподготовку банковских специалистов по программам среднего профессионального образования и по программам дополнительного профессионального образования по специальности «банковское дело» по очной и заочной форме.

## История
Московская банковская школа (колледж) Центрального Банка Российской Федерации была основана распоряжением Совета министров СССР 17 августа 1954 года «О создании Всесоюзного заочного учётно-кредитного техникума Госбанка СССР». Уже 12 ноября того же 1954 года новое учебное заведение открылось по адресу улица Неглинная, дом 12. Всесоюзный заочно учётно-кредитный техникум готовил бухгалтеров и кредитных инспекторов по заочной форме обучения для Госбанка СССР, Внешторгбанка и Гострудсберкасс.
В 1962 году в техникуме было открыто дневное отделение.
В начале 1970-х годов техникум переехал в здание по адресу Сигнальный проезд, дом № 23.
В 1990-х годах, в период глубокого спада экономики СССР, а затем и России, техникум осуществлял переподготовку специалистов Банка России и коммерческих кредитных организаций для работы в условиях двухуровневой банковской системы, после перехода от плановой к рыночной экономике.
В 1993 году после реформы техникум был преобразован в Московскую банковскую школу (колледж) Центрального Банка Российской Федерации.
В 2010—2014 годах колледж стал единственным образовательным учреждением, успешно реализовавшим экспериментальную программу прикладного бакалавриата по специальности «банковское дело» совместно с Национальным исследовательским университетом «Высшая школа экономики».
В 2015 году правительство Севастополя передало Центробанку России имущественный комплекс вскоре ликвидированного Севастопольского института банковского дела для осуществления учебного процесса Московской банковской школы на условиях заключения договора безвозмездного пользования. В 2016 году договор безвозмездного пользования госимуществом с профессиональным Московским банковским колледжом был расторгнут, имущественный комплекс учебного заведения был возвращён властям города.
В 2017 году Московский банковский колледж присоединился к РАНХиГС, войдя в состав Института финансов и устойчивого развития (ИФУР РАНХиГС). Были введены образовательные программы среднего профессионального образования и высшего образования (многопрофильный бакалавриат).

## Кафедры
| 1.1. Предметно-цикловая кафедра общеобразовательных, математических и общих естественнонаучных дисциплин Дисциплины - История - Обществознание - География - Физика - Химия - Биология - Русский язык - Литература - Математика - Информационные технологии в профессиональной деятельности - Информатика и информационно-коммуникационные технологии - Элементы высшей математики - Экономика - Право | 1.2. Предметно-цикловая кафедра гуманитарных, социально-экономических дисциплин и менеджмента Дисциплины - Основы философии - История - Правовое обеспечение профессиональной деятельности - Культура речи и деловое письмо - Психология общения - Иностранный язык (РП общеобразовательная, РП базовая, РП углубленная) - Физическая культура (РП общеобразовательная, РП базовая, РП углубленная) - Менеджмент Документационное обеспечение управления - Безопасность жизнедеятельности - Основы безопасности жизнедеятельности | 1.3. Предметно-цикловая кафедра общепрофессиональных дисциплин Дисциплины - Основы экономической теории - Экономика организации (предприятия) - Финансы, денежное обращение и кредит - Статистика - Бухгалтерский учет - Организация бухгалтерского учета в банках - Финансовая математика - Денежная и банковская статистика - Деятельность кредитно-финансовых институтов - Анализ финансово-хозяйственной деятельности - Налоговая система Российской Федерации |

| 1.4. Предметно-цикловая кафедра специальных дисциплин и профессиональных модулей Дисциплины - Безопасность банковской деятельности - Информационные системы в профессиональной деятельности - Основы деятельности кредитных организаций - Организация продаж банковских продуктов и услуг (практикум) - Структура и функции Центрального банка Российской Федерации - Банковское регулирование и надзор | Профессиональные модули - Выполнение работ по профессии «Контролёр (Сберегательного банка)» - Ведение расчётных операций - Осуществление кредитных операций - Выполнение операций с ценными бумагами - Выполнение внутрибанковских операций - Осуществление операций, связанных с выполнением учреждениями Банка России основных функций |

## Обучение
По специальности «Банковское дело» приём осуществляется по программам среднего профессионального образования базовой и углублённой подготовки. Срок обучения по образовательным программам базовой подготовки 1 год 10 месяцев на базе среднего образования и 2 года 10 месяцев на базе основного общего образования. Срок обучения по образовательным программам углублённой подготовки 2 года 10 месяцев на базе среднего общего образования и 3 года 10 месяцев на базе основного общего образования. Срок обучения по образовательной программе заочной формы с ускоренным обучением на базе высшего профессионального образования небанковского профиля — 1 год 10 месяцев. По окончании обучения выпускникам присваивается квалификация «Специалист банковского дела».

## Зимний лагерь
Традиционно каждый год во время зимних каникулах студенты вместе с преподавателями ездят в оздоровительный лагерь «Полюс» Банка России, расположенный в Подмосковье, на территории которого организуется студенческий спортивно-оздоровительный лагерь.